# Interkerkelijk JeugdKoor Amsterdam
Interkerkelijk Jeugdkoor Amsterdam Watergraafsmeer (IJK) was een jeugdkoor uit Amsterdam. Het koor stond onder leiding van de amateur-dirigent Peter Dogger. De oprichting was in 1957 en het slotconcert vond op 10 december 1994 plaats.
Dogger leidde nog een aantal koren, zowel in Amsterdam als in plaatsen daar omheen. De muzikale begeleiding van het jeugdkoor was met piano. Tijdens meerdere concerten werd deze begeleiding uitgebreid met drumstel, fluit en gitaar. 
Het ledental van het koor zou oplopen tot over de 250, zodat een ledenstop noodzakelijk werd. Na de opheffing in 1994 is door een aantal oud-leden het Interkerkelijk Koor Watergraafsmeer opgericht. Dit koor heeft dezelfde thuisbasis als het jeugdkoor, namelijk de Koningskerk in Amsterdam-Watergraafsmeer. Tot 1 september 2020 was de dirigent Gert Storm. Daarna was dat Nicolas Papadimitriou. Vanaf 1 februari 2023 is Nelly van den Broek de dirigent.

## Optredens

### Nationaal
Het IJK hield jaarlijks een 'Kerstmarathon' met optredens op kerstavond in de gevangenis in Amsterdam, dan de kerstnacht in een kerk in Zaandam of elders en vervolgens op eerste Kerstdag om 07.00 uur in het Centraal Station van Amsterdam en aansluitend in de Valeriuskliniek en in de Koningskerk te Amsterdam.

### Televisie
Meerdere malen trad het koor op in tv-programma's, waarvoor de opnames onder andere werden gemaakt in De Meerpaal in Dronten voor de NCRV, en voor de EO in de duinen bij Bloemendaal (De Bokkedoorns). Ook werden er meerdere uitvoeringen gegeven in het Concertgebouw in Amsterdam, in de Jaap Edenhal met onder anderen Herman Emmink, en in Carré voor een programma met Marco Bakker.

### Internationaal
In de 1973 en 1974 was er een uitwisseling met het Canadese koor The Chancellors uit Toronto. In 1973 kwamen The Chancellors naar Nederland terwijl een jaar later het IJK naar Canada ging. Op uitnodiging trad het koor ook op tijdens een meerdaagse reis naar Londen.

## Langspeelplaten
Het Interkerkelijk Jeugdkoor bracht meerdere lp's uit, waaronder Give me Jesus (1968), There's a meeting here tonight (1973), Jesus is alive (1975) en How far is it to Bethlehem (1976).